# 崎山武夫

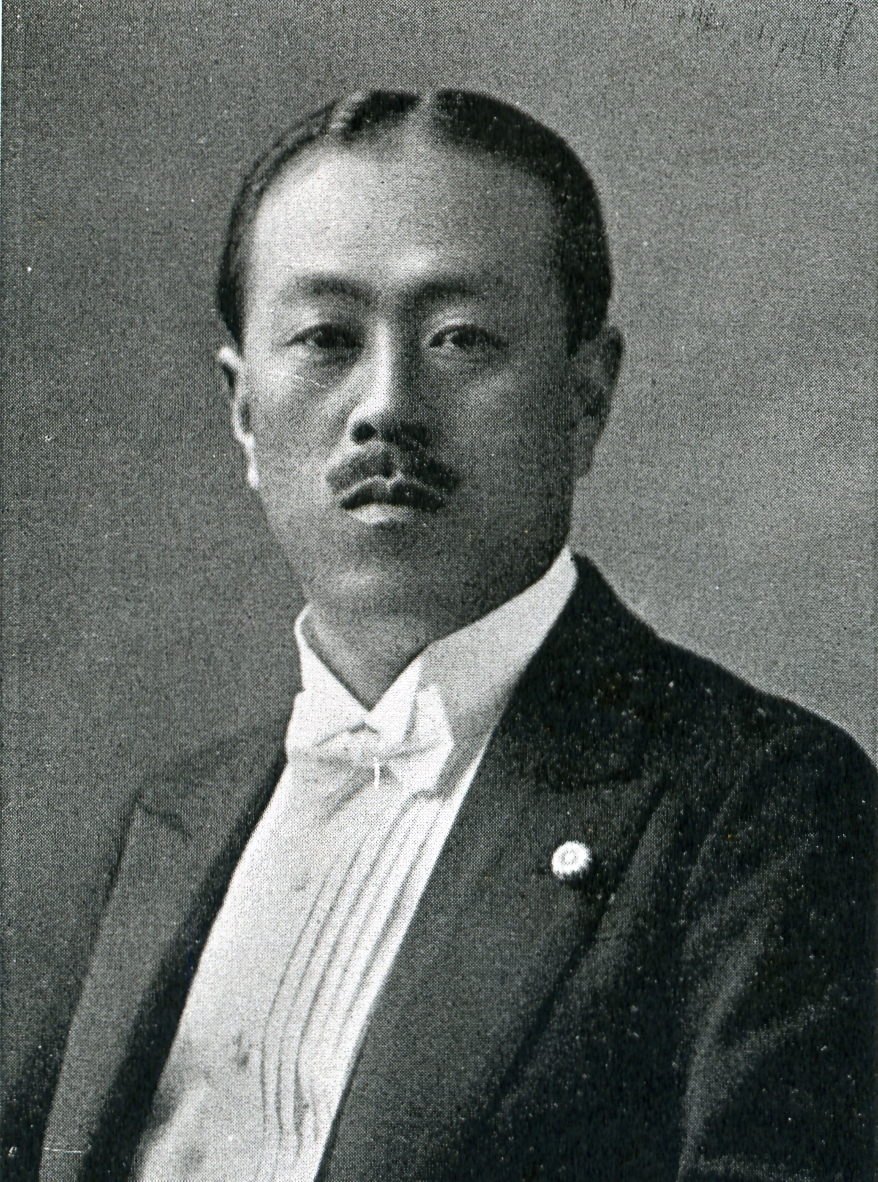
崎山武夫

崎山 武夫（さきやま たけお、1890年（明治23年）11月15日 - 1934年（昭和9年）5月11日）は、日本の衆議院議員（立憲民政党→立憲政友会）、鉄道官僚、ジャーナリスト。

## 経歴
鹿児島県鹿児島市に竪山吉太郎の二男として生まれ、崎山賢輔の養子となった。一年志願兵制度によって陸軍歩兵中尉に任じられ、1920年に中央大学経済学部を、翌年に日本大学法律科を卒業した。鉄道局書記、鉄道属、鉄道省嘱託を経て、やまと新聞記者となった。
1928年の第16回衆議院議員総選挙に出馬し、当選。以後、3回連続当選を果たした。その他、南九州窯業株式会社取締役も務めた。墓所は多磨霊園(11-1-11-8)